# Ле-Сур (округ)
Ле-Сур (англ. Le Sueur County) — округ в штате Миннесота, США. Административный центр — Ле-Сентер, крупнейший город — Манкейто. По переписи 2000 года в округе проживают 25 426 человек. Площадь — 1227 км², из которых 1161,4 км² — суша, а 65,6 км² — вода. Плотность населения составляет 22 чел./км².

## История
Округ был основан в 1853 году.